# راديو مؤسسة قطر
راديو مؤسسة قطر هي مبادرة أطلقتها إدارة الاتصال بمؤسسة قطر وبدأ البث التجريبي في العام 2009. ثم أطلق بثه الرسمي في 23 يناير 2011.
ويأتي راديو مؤسسة قطر في إطار المهمة التي تعهدت المؤسسة بتحقيقها والمتمثلة في «تنمية المجتمع» والركائز الأساسية لمؤسسة قطر: وهي التعليم، والعلوم والبحوث، وتنمية المجتمع.
كما يسعى راديو مؤسسة قطر عن طريق التركيز على العقول الشابة النابغة إلى تغيير نظرة المنطقة النمطية إلى المحطات الإذاعية وتقديم برامج تعليمية وتثقيفية على وجه الخصوص في مجال تاريخ قطر وموروثها من العادات والتقاليد.
ويرحب راديو مؤسسة قطر بالأفكار الخاصة بالبرامج الإذاعية والمشاركات التي تأتيه من مجتمع قطر الأوسع نطاقًا دون الاقتصار على مشاركات فريق العمل بمؤسسة قطر فحسب.

## أهم الفعاليات التي قام بتغطيتها
-اليوم الوطني القطري. 2011& 2012
-COP18 \ CMP8.
-مؤتمر البترول العالمي 20 الذي أقيم في الدوحة.
-حفل تخرج طلاب المدينة التعليمية 2012&2011 

## برامج هذا الراديو

### صباح مشرق
ينقل مستمعيه من فكرة إلى خبر وموضوع. له وقفات عديدة مع ضيوف ومقدمين، ينقل في طريقه اليومي بين السياسة والاقتصاد إلى الرياضة والتغذية وبعد ذلك يستضيف شخصية في كل يوم ليطلعنا على كل ما هو جديد، 
من الأحد إلى الخميس في تمام الساعة 7:00 صباحاً ويعاد في تمام الساعة 12:30 صباحاً.
المقدم: حسام خلف الله

### ابتكارات
نظرة مختلفة وشيقة إلى التطورات العلمية والتقنية و البيئية التي تغير العالم من حولنا. يخيط لكم كل الأخبار الجديدة المتعلقة بالبحث مع ضيوف مرموقين في إطارٍ مفتوح للنقاش. 
اكتشاف حلول علمية جديدة في جميع جوانب العلم والمجتمع و مشكلات المستقبل.كل إثنين في تمام الساعة 10:00 ويعاد في تمام الساعة 2:00 صباحاً. و هو باللغة الأنجليزية.

المقدم: سكوت بويز.

### السينما في أسبوع
لم تعد تعرف بمتعة المشاهدة فقط بل أصبحت صناعة وعالم لإبراز النجوم. سلاح للمنتج فيه يد كبيرة في رسم ملامح الحقيقة إلا أن الكلمة الأخيرة للمتذوق. 
برنامج يطلعكم على آخر الأفلام المعروضة في دور السينما في قطر والعالم. كل خميس في تمام الساعة 12:00 ظهراً ويعاد في تمام الساعة 3:30 عصراً من يوم الجمعة. 

المقدمة: منى بخيت.

### الأسواق الاقتصادية
أخبار الأسواق الاقتصادية، وأدق تفاصيل أحداثها. رصدٌ دقيق لأسواق المنطقة والعالم. في كل يوم ثلاثاء في تمام الساعة 3:00 عصراً ومن يوم الأربعاء في تمام الساعة 4:00 عصراً.
المقدمة: فاطمة الدوسري.

### نجوم العلوم
جعلوا من العلم والعلوم ميداناً لهم ليتنافسوا فيه. كلُ منهم شمر عن ذراعيه ليبرهن للجميع أن بإمكانه أن يجسد فكرته إلى واقع، لكن بعد اجتياز لجنة الحكم. 
يوافيكم بأدق تفاصيل البرنامج وانطباعات المتنافسين فيه. تغطية خاصة تأتيكم في تمام الساعة 3:00 عصرا من الأربعاء ويعاد في الساعة 4:00 عصرا من يوم الخميس.
المقدمة: منى بخيت.

### الشاي الأخضر
سنواجةُ سوياً التغياراتِ السلبية في العالم السريعة، ليكون هدفنا أن نواكب التغيرات بحكمة دون أن نفقد صحتنا التي لا تقدر بثمن. يأتيكم يوم السبت في تمام الساعة 4:00 مساءً ويعاد يوم الأثنين في 3:00 مساءً.
المقدم: يونس الأعرج.

### فتاوى الشريعة في القضايا الطبية
برنامج اسبوعي يدور حول قضايا ساخنه تهم الفرد والمجتمع، تطرح عليكم وتناقش مع ثلة من أهل الاختصاص في قضايا ونوازل تتعلق بالجانب الطبي. كل يوم الجمعة في تمام الساعة 4:00 عصراً ويعاد يوم السبت في 9:00 صباحاً.
المقدمة: الاء حماد.

### صوت الشباب
مساحة للتعبير عن آراء وأفكار الشباب. بين الصواب والواقع بين الأمل والتحديات رؤية المواضيع ومناقشتها من زاوية الشباب. بالحوار والمشاركة نصل إلى حل.كل خميس في تمام الساعة 5:00 مساءً ويعاد في تمام الساعة 4:00 عصراً من يوم الأحد.
المقدم: عدنان عبد الرحمن.

### أبناؤنا أمانة
نتعرف من خلاله على كيفية تربية الأبناء والتواصل معهم وحل قضاياهم. كل إثنين في تمام الساعة 5:00 مساء ويعاد في تمام الساعة 12:00 ظهراً من يوم الثلاثاء.
المقدم: د. مصطفى أبو سعد.

### زوايا
يناقش مواضيع متنوعة من الصحة العامة إلي التكنولوجيا، المواهب المحلية، السياسة وحتى الأفلام والفعاليات. ضيوف جدد ومن كل أنحاء قطر. علماء وفنانين، منظمي فعاليات وحتى أطباء ومتخصصين. يشارك المستمعون بالفيسبوك وتويتر في مسابقات وجوائز زوايا. من الأحد إلي الخميس في تمام الساعة 6:00 مساءً ويعاد في تمام الساعة 3:00 صباحاً.
المقدمين: نبيل النشار ولورا فينيرتي.

### الموضة
يطل عليكم البرنامج بآخر أخبار الموضة والأزياء عبر البرنامج الأسبوعي في تمام الساعة 6:00 مساءً من كل سبت ويعاد في تمام الساعة 2:00 ظهراً من يوم الأثنين.
المقدمة: لورا فينرتي.

### بوضوح
يطرح أبرز وأهم القضايا السياسية على الساحة العالمية، مناطق التوترات والخلافات، الأزمات والحروب. يهدف في طرحه أن يفكر مع الراديو الضيوف والمحللين لايجاد حلولاً عقلانية. كل يوم أحد في تمام الساعة 7:00 مساءً ويعاد في تمام الساعة 4:00 عصراً من يوم الأثنين.
المقدمة: فاطمة الدوسري.

### سلاطين الفن
كل يوم في رحلة فنان جديد. نستمع إلي أغانيه ونعرف قصته. سلطان جديد وحلقة جديدة في تمام الساعة 8:00 مساءً.
المقدم: نبيل النشار

### تويتر
عالم المغردين يعبرون ويصفون بل ويعلقون فيه. عالم للكلمة فيه وقعٌ خاص على قارئيها. لجأ إليه الكثير ليشارك المجتمع رأيه الذي يحتمل الصواب والخطأ. تويتر برنامج للتعرف على تغريداتكم التي كتبتموها في صفحاتكم الخاصة عبر أثير راديو مؤسسة قطر.كل ثلاثاء في تمام الساعة 7:00 مساءً ويعاد في تمام الساعة 12:00 ظهراً من يوم الأربعاء.
المقدم: سعد الهديفي.

### سبورتس جلوبال
يسلط الضوء على الفعاليات الرياضية من شتى أنحاء العالم ليبقى مستمعيه على اطلاع دائم بآخر المستجدات على الساحة الرياضية، إلى جانب استعراض أحدث الأخبار في عالم الرياضة المحلية والعربية والعالمية. يوميا في تمام الساعة 9:00 مساءً ويعاد في تمام الساعة 11:00 مساءً.
المقدم: إبراهيم آل محمود.

### نشرات الأخبار
نشرات الأخبار باللغة العربية والإنجليزية.

### برامج إسلامية
برامج إسلامية متنوعة.

### للاستماع
تردد هذا الراديو في قطر: 93.7 FM
الموقع الإلكتروني